# Aubigné-Racan
Aubigné-Racan település Franciaországban, Sarthe megyében. Lakosainak száma 2131 fő (2022. január 1.). Aubigné-Racan Mayet, Sarcé, Vaas, Verneil-le-Chétif, La Chapelle-aux-Choux, Coulongé, Saint-Germain-d’Arcé és Le Lude községekkel határos.

## Népesség
A település népességének változása:
| Lakosok száma | 2157 | 2159 | 2153 | 2120 | 2115 | 2115 | 2108 | 2103 | 2131 |
|               | 2013 | 2015 | 2016 | 2017 | 2018 | 2019 | 2020 | 2021 | 2022 |